# Pier Francesco Piola

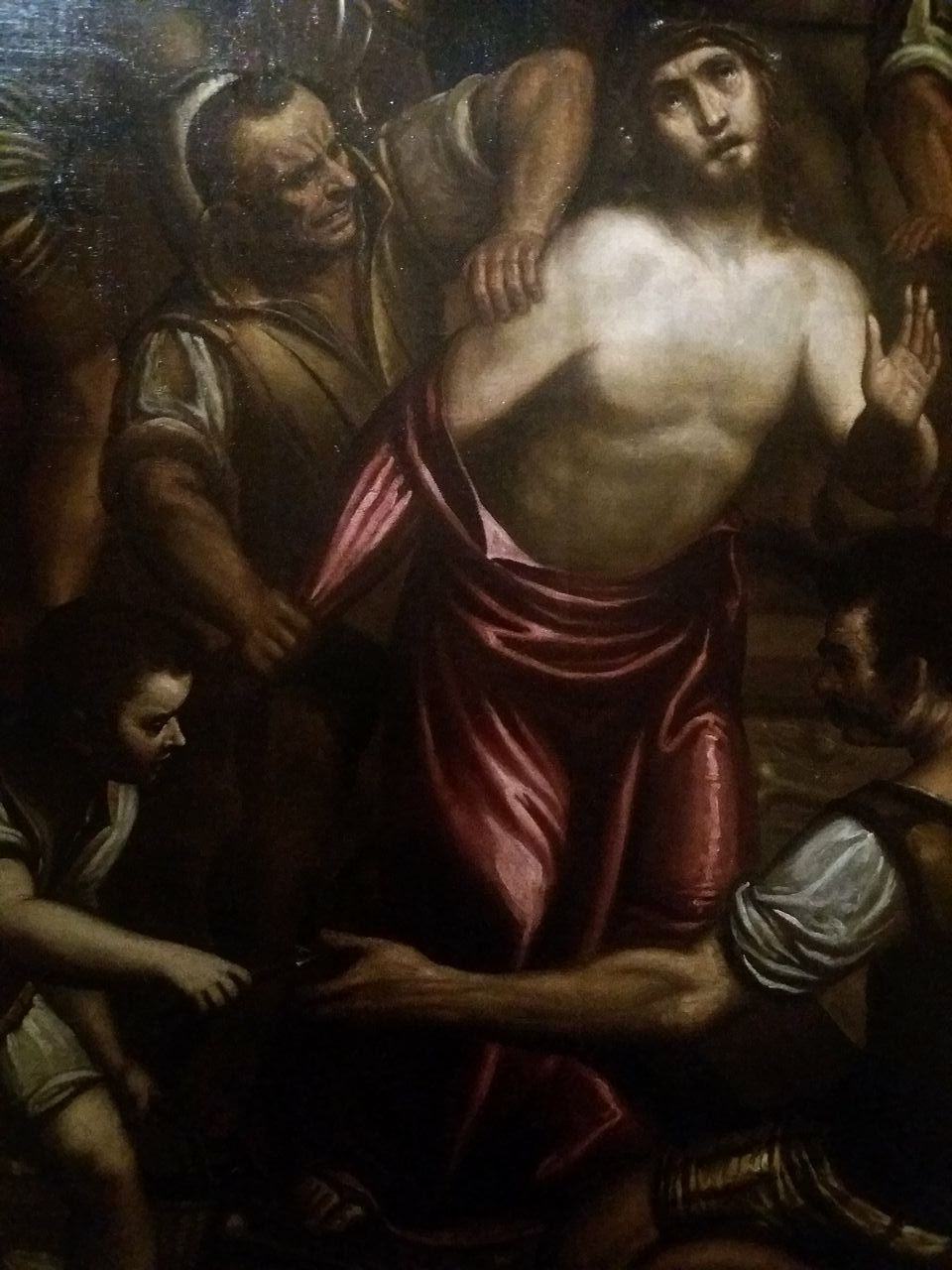
"Cristo spogliato e deriso", Palazzo Bianco, Genova.

Pier Francesco Piola (Genova, 1565 – Genova, 1600) è stato un pittore italiano.

## Biografia
Figlio di Geronimo, sarto di origini abruzzesi discendente da una schiatta di filatori di seta ed orefici, era fratello di Giovanni Gregorio, anch'egli pittore, e di Paolo Battista, che pur proseguendo l'attività paterna fu genitore dei pittori Pellegro, Giovanni Andrea e Domenico.
Pier Francesco si formò autonomamente studiando le opere di Perin del Vaga. Intorno al 1580, a seguito del suo incontro con Sofonisba Anguissola, su indicazione della pittrice iniziò ad ispirarsi allo stile di Bernardo Castello e Luca Cambiaso. La sua opera seguì così il modello di Cambiaso.

## Opere
- Sposalizio mistico di santa Caterina, Chiesa di S. Maria di Monte Oliveto, Genova
- Madonna con Gesù Bambino e i santi Giuseppe, Elisabetta e Giovannino, 1589, collezione privata
- Carità, collezione privata
- Ultima cena, Chiesa di Sant'Agostino, Loano
- La caduta dei giganti, disegno, Albertina, Vienna
- Cristo spogliato e deriso, olio su tela, Musei di Strada Nuova - Palazzo Bianco, Genova